# Быстрицкий, Андрей Георгиевич
Андре́й Гео́ргиевич Быстри́цкий (род. 21 июля 1960, Москва) — российский журналист, медиаменеджер, декан факультета креативных индустрий Национального исследовательского университета «Высшая школа экономики», председатель Совета Фонда развития и поддержки Международного дискуссионного клуба «Валдай». Член Комитета по предпринимательству в сфере медиакоммуникаций ТПП РФ. Главный редактор научного журнала «Коммуникации. Медиа. Дизайн».

## Биография
Родился в семье учёных-химиков Георгия Иосифовича Быстрицкого и Ирины Вячеславовны Журавлёвой.
В 1984 году окончил физический факультет Московского государственного педагогическог института им. В. И. Ленина, получив квалификацию «учитель физики и астрономии». Кандидат педагогических наук (1990), тема диссертации «Развитие самодеятельности учащихся-комсомольцев единой трудовой школы (1918—1931 гг.)». С 1986 по 1991 год — научный сотрудник Академии педагогических наук.
С 1991 года работал на ВГТРК, в дирекции «Радио России». Создал первую в СССР социологическую службу на телевидении.
С 1993 по 1996 год — начальник отдела социологических исследований. Вместе с Николаем Сванидзе работал в программе «Контрасты». Автор и ведущий передачи «Ваше право».
С марта 1996 по март 1997 года — заведующий отделом общества («Обстоятельства») еженедельного общественно-политического журнала «Итоги».
С марта 1997 по октябрь 1998 года — первый заместитель генерального продюсера ОАО «ТВ Центр» по общественно-политическому вещанию. В 1997 году он стал первым ведущим информационно-публицистической программы «День седьмой». С ноября 1997 года — продюсер программы. В октябре 1998 года был освобождён от должности первого заместителя генерального продюсера ОАО «ТВ Центр».
С октября 1998 по август 1999 года — продюсер Русской службы BBC в Москве и в Лондоне. В августе 1999 года стал сопредседателем оргкомитета фестиваля «Неофициальная Москва». Был членом редколлегии газеты «Московская альтернатива». С сентября 1999 года — консультант информационного ток-шоу «Мы и время» с Владимиром Познером на канале ОРТ.
С октября 1999 года — и. о. председателя Общероссийской государственной радиовещательной компании «Маяк», с января 2000 года — председатель ФГУП «Государственная радиовещательная компания „Маяк“».
С 13 апреля 2000 года — первый заместитель главного редактора Объединенной редакции ЭСМИ «Российское телевидение» и ЭСМИ ВГТК «Вести» (РТР). Курировал информационное и общественно-политическое вещание. Покинул занимаемый пост в октябре 2000 года, когда на данную должность назначили бывшего корреспондента НТВ Александра Абраменко. С 2000 по 2008 год являлся заместителем председателя, затем — генерального директора ВГТРК Олега Добродеева. В 2000-2008 гг. — глава Совета вещателей стран СНГ.
С 2001 по 2013 год — член совета директоров, вице-президент наблюдательного совета международной вещательной компании Euronews. Курировал запуск европейского информационного телеканала на территории России.
С июля 2004 по 2006 год — директор Дирекции информационных программ телеканала «Россия» (ВГТРК). На занимаемом посту сменил Владимира Кулистикова. Являлся куратором программ информационного вещания — «Вести», «Вести недели», «Вести+», «Зеркало с Николаем Сванидзе». В 2005 году — ведущий разговорной программы «Вести. Подробности» на том же телеканале.
С 2004 по настоящее время — профессор Национального исследовательского университета «Высшая школа экономики».
В 2005—2007 годах — учредитель и главный редактор ежемесячного гуманитарного журнала «Апология».
С октября 2008 по май 2014 года — председатель федерального государственного учреждения «Российская государственная радиовещательная компания „Голос России“». Освобождён от занимаемой должности в мае 2014 года — в связи с изданием указа президента России Владимира Путина от 8 декабря 2013 года о ликвидации радиокомпании.
С 25 марта 2013 по 31 декабря 2015 года — ведущий авторской программы «Четвёртая власть» на радиостанции «Серебряный дождь», в которой брал интервью у руководителей различных СМИ.
С 2014 года по настоящее время — декан факультета креативных индустрий Национального исследовательского университета «Высшая школа экономики».

### Научные интересы
- вопросы модернизации российского общества, современная социально-политическая обстановка, неформальные молодежные объединения, психология личного развития[19]

### Публикации
Андрей Георгиевич — автор книги «Молодёжные субкультуры».

### Звания
Член Союза писателей, профессор факультета креативных индустрий НИУ ВШЭ. Член Академии Российского телевидения с 2007 года и Российской академии радио.

### Награды
- Орден Почёта (указом президента РФ Путина № 815 от 27 июня 2007 года награждён «за большой вклад в развитие отечественного телевидения и плодотворную работу» как заместитель генерального директора ВГТРК)[34][35].
- Благодарность Президента Российской Федерации (27 сентября 2024 года) — за активное участие в подготовке и проведении общественно значимых мероприятий[36].
- Медаль «За вклад в развитие Евразийского экономического союза» (29 мая 2019 года, Высший совет Евразийского экономического союза)[37].

### Личная жизнь
- Первая жена (с 1979 года по 2000-е годы) — художница Галина Альбертовна Быстрицкая (род. 10 апреля 1961);
  - сыновья Георгий (род. 1996)[38] и
  - Дмитрий.
- Вторая жена — медиаменеджер Юлия Анатольевна Быстрицкая (Ракчеева) (род. 22 июня 1968)[39].

## Санкции
7 января 2023 года, на фоне вторжения России на Украину, внесён в санкционные списки Украины так как он «участвовал в формировании и активно популяризирует нарративы российской власти об искусственном происхождении украинского государства».
3 февраля 2023 года внесён в санкционный список Канады как причастный к распространению российской дезинформации и пропаганды.